# İstanbul Büyükşehir Belediyesi Spor Kulübü 2014-2015 (pallavolo maschile)
Questa voce raccoglie le informazioni riguardanti l'İstanbul Büyükşehir Belediyesi Spor Kulübü nella stagione 2014-2015.

## Organigramma societario
Area direttiva
- Presidente: Ahmet Hamdi Çamlı

Area tecnica
- Allenatore: Nedim Özbey
- Secondo allenatore: Hakan Özkan
- Statistico: Mert Karatop

## Rosa
| N° | Nome              | Ruolo | Data di nascita  | Nazionalità sportiva |
| -- | ----------------- | ----- | ---------------- | -------------------- |
| 1  | Erdem Sonat       | L     | 18 maggio 1983   | Turchia              |
| 2  | Caner Pekşen      | P     | 9 giugno 1987    | Turchia              |
| 3  | Ahmet Toçoğlu     | C     | 18 marzo 1980    | Turchia              |
| 4  | Sjarhej Antanovič | S     | 21 aprile 1986   | Bielorussia          |
| 5  | Sercan Dikgöz     | P     | 16 maggio 1993   | Turchia              |
| 8  | Gundars Celitāns  | O     | 14 giugno 1985   | Lettonia             |
| 9  | Özkan Hayırlı     | C     | 27 maggio 1984   | Turchia              |
| 10 | Burak Mert        | L     | 23 ottobre 1990  | Turchia              |
| 11 | Çağlar Aksoylu    | S     | 22 agosto 1990   | Turchia              |
| 12 | Tomislav Čošković | S     | 22 aprile 1979   | Turchia              |
| 13 | Tunç Ayhan        | S     | 27 ottobre 1993  | Turchia              |
| 14 | Mert Tetik        | S     | 27 agosto 1993   | Turchia              |
| 15 | Marko Matić       | C     | 22 maggio 1995   | Bosnia ed Erzegovina |
| 16 | Fatih Cihan       | C     | 16 dicembre 1991 | Turchia              |
| 17 | Murat Yenipazar   | P     | 1º gennaio 1993  | Turchia              |
| 18 | Kadir Cin         | S     | 7 maggio 1987    | Turchia              |

## Mercato
| Acquisti | Acquisti       | Acquisti     | Acquisti      |
| R.       | Nome           | da           | Modalità      |
| -------- | -------------- | ------------ | ------------- |
| L        | Erdem Sonat    | Konak        | definitivo    |
| P        | Caner Pekşen   | İnegöl       | definitivo    |
| C        | Ahmet Toçoğlu  | -            | definitivo    |
| S        | Tunç Ayhan     | Bahçelievler | fine prestito |
| S        | Mert Tetik     | Bahçelievler | fine prestito |
| C        | Marko Matić    | giovanili    | definitivo    |
| S        | Çağlar Aksoylu | Halkbank     | definitivo    |

| Cessioni | Cessioni           | Cessioni       | Cessioni   |
| R.       | Nome               | a              | Modalità   |
| -------- | ------------------ | -------------- | ---------- |
| P        | Selçuk Keskin      | Galatasaray    | definitivo |
| P        | Ulaş Kıyak         | Halkbank       | definitivo |
| C        | Russell Holmes     | Asseco Resovia | definitivo |
| L        | Barış Özdemir      | -              | ritirato   |
| S        | Sadi Uslu          | Beşiktaş       | definitivo |
| C        | Berkan Eryüz       | Trabzonspor    | prestito   |
| S        | Armin Mustedanović | Beijing        | definitivo |
| S        | Tunç Ayhan         | İnegöl         | definitivo |

## Risultati

### Voleybol 1. Ligi

#### Regular season

##### Andata
| 1ª giornata - 19 ottobre 2014 Torul Spor Salonu ve Cim Saha, Gümüşhane | Gümüşhane Torul      | 3 - 2 | İstanbul BB    | 25-19, 20-25, 25-20, 23-25, 16-14 |
| 2ª giornata - 26 ottobre 2014 Burhan Felek Spor Salonu, Istanbul       | İstanbul BB          | 1 - 3 | Halkbank       | 21-25, 29-27, 22-25, 22-25        |
| 3ª giornata - 29 ottobre 2014 Burhan Felek Spor Salonu, Istanbul       | Fenerbahçe           | 2 - 3 | İstanbul BB    | 25-22, 21-25, 25-20, 16-25, 14-16 |
| 4ª giornata - 2 novembre 2014 Burhan Felek Spor Salonu, Istanbul       | İstanbul BB          | 3 - 1 | Ziraat Bankası | 25-21, 25-17, 19-25, 25-17        |
| 5ª giornata - 9 novembre 2014 Başkent Voleybol Salonu, Ankara          | Maliye Milli Piyango | 3 - 2 | İstanbul BB    | 25-27, 25-23, 25-23, 23-25, 15-12 |
| 6ª giornata - 16 novembre 2014 Burhan Felek Spor Salonu, Istanbul      | İstanbul BB          | 3 - 0 | İnegöl         | 25-15, 25-22, 25-10               |
| 7ª giornata - 23 novembre 2014 Burhan Felek Spor Salonu, Istanbul      | İstanbul BB          | 3 - 1 | Şahinbey       | 19-25 26-24 25-18 25-20           |
| 8ª giornata - 30 novembre 2014 Burhan Felek Spor Salonu, Istanbul      | Galatasaray          | 2 - 3 | İstanbul BB    | 21-25, 25-21, 25-17, 19-25, 8-15  |
| 9ª giornata - 7 dicembre 2014 Burhan Felek Spor Salonu, Istanbul       | İstanbul BB          | 3 - 0 | Palandöken     | 25-23, 25-18, 25-21               |
| 10ª giornata - 14 dicembre 2014 İzmir Atatürk Spor Salonu, Smirne      | Arkas                | 3 - 0 | İstanbul BB    | 25-18, 25-19, 25-13               |
| 11ª giornata - 21 dicembre 2014 Burhan Felek Spor Salonu, Istanbul     | İstanbul BB          | 1 - 3 | Beşiktaş       | 23-25, 22-25, 25-17, 23-25        |

##### Ritorno
| 12ª giornata - 10 gennaio 2015 Burhan Felek Spor Salonu, Istanbul     | İstanbul BB    | 3 - 0 | Gümüşhane Torul      | 25-22, 25-13, 25-22               |
| 13ª giornata - 16 gennaio 2015 Başkent Voleybol Salonu, Ankara        | Halkbank       | 3 - 0 | İstanbul BB          | 25-21, 25-15, 25-21               |
| 14ª giornata - 24 gennaio 2015 Burhan Felek Spor Salonu, Istanbul     | İstanbul BB    | 3 - 1 | Fenerbahçe           | 27-25, 18-25, 25-22, 25-17        |
| 15ª giornata - 31 gennaio 2015 Başkent Voleybol Salonu, Ankara        | Ziraat Bankası | 3 - 1 | İstanbul BB          | 21-25, 25-22, 25-20, 25-22        |
| 16ª giornata - 7 febbraio 2015 Burhan Felek Spor Salonu, Istanbul     | İstanbul BB    | 3 - 1 | Maliye Milli Piyango | 17-25, 25-20, 25-20, 28-26        |
| 17ª giornata - 14 febbraio 2015 İnegöl Kapalı Spor Salonu, İnegöl     | İnegöl         | 2 - 3 | İstanbul BB          | 26-24, 23-25, 28-26, 16-25, 19-21 |
| 18ª giornata - 17 marzo 2015 Karatas Sahinbey Spor Salonu, Gaziantep  | Şahinbey       | 2 - 3 | İstanbul BB          | 21-25, 26-24, 23-25, 25-18, 9-15  |
| 19ª giornata - 28 febbraio 2015 Haldun Alagaş Spor Salonu, Istanbul   | İstanbul BB    | 2 - 3 | Galatasaray          | 25-22, 22-25, 25-23, 21-25, 11-15 |
| 20ª giornata - 7 marzo 2015 Recep Tayyip Erdoğan Spor Salonu, Erzurum | Palandöken     | 3 - 1 | İstanbul BB          | 25-15, 25-22, 23-25, 25-20        |
| 21ª giornata - 14 marzo 2015 Haldun Alagaş Spor Salonu, Istanbul      | İstanbul BB    | 1 - 3 | Arkas                | 21-25, 22-25, 25-21, 19-25        |
| 22ª giornata - 21 marzo 2015 BJK Akatlar Arena, Istanbul              | Beşiktaş       | 2 - 3 | İstanbul BB          | 22-25, 26-24, 25-20, 18-25, 14-16 |

#### Play-off scudetto
| Quarti di finale (gara 1) - 3 aprile 2015 Haldun Alagaş Spor Salonu, Istanbul | İstanbul BB    | 3 - 2 | Ziraat Bankası | 25-22, 16-25, 18-25, 25-19, 15-13 |
| Quarti di finale (gara 2) - 6 aprile 2015 Başkent Voleybol Salonu, Ankara     | Ziraat Bankası | 3 - 0 | İstanbul BB    | 25-20, 25-14, 25-18               |
| Quarti di finale (gara 3) - 7 aprile 2015 Başkent Voleybol Salonu, Ankara     | Ziraat Bankası | 3 - 2 | İstanbul BB    | 26-28, 25-23, 25-17, 21-25, 15-13 |

#### Play-off 5º posto
| Final four (gara 1) - 18 aprile 2015 İzmir Atatürk Spor Salonu, Smirne      | İstanbul BB          | 3 - 2 | Maliye Milli Piyango | 25-23, 25-23, 23-25, 21-25, 15-6  |
| Final four (gara 2) - 19 aprile 2015 İzmir Atatürk Spor Salonu, Smirne      | Beşiktaş             | 0 - 3 | İstanbul BB          | 22-25, 19-25, 24-26               |
| Final four (gara 3) - 20 aprile 2015 İzmir Atatürk Spor Salonu, Smirne      | Fenerbahçe           | 1 - 3 | İstanbul BB          | 22-25, 27-25, 19-25, 18-25        |
| Final four (gara 4) - 25 aprile 2015 Cengiz Göllü Kapalı Spor Salonu, Bursa | İstanbul BB          | 3 - 1 | Fenerbahçe           | 27-29, 25-22, 29-27, 25-22        |
| Final four (gara 5) - 26 aprile 2015 Cengiz Göllü Kapalı Spor Salonu, Bursa | İstanbul BB          | 3 - 1 | Beşiktaş             | 25-27, 25-20, 25-16, 25-21        |
| Final four (gara 6) - 27 aprile 2015 Cengiz Göllü Kapalı Spor Salonu, Bursa | Maliye Milli Piyango | 3 - 2 | İstanbul BB          | 23-25, 25-18, 25-22, 25-27, 15-11 |

### Coppa di Turchia

#### Fase a eliminazione diretta
| Quarti di finale (andata) - 27 novembre 2014 Burhan Felek Spor Salonu, Istanbul  | Galatasaray | 1 - 3 | İstanbul BB | 23-25, 25-20, 22-25, 13-25 |
| Quarti di finale (ritorno) - 24 febbraio 2014 Burhan Felek Spor Salonu, Istanbul | İstanbul BB | 0 - 3 | Galatasaray | 20-25, 23-25, 21-25        |

### Coppa CEV

#### Fase ad eliminazione diretta
| Sedicesimi di finale (andata) - 6 novembre 2014 Burhan Felek Spor Salonu, Istanbul | İstanbul BB      | 3 - 1 | Brno             | 23-25, 25-13, 25-10, 25-10 |
| Sedicesimi di finale (ritorno) - 19 novembre 2014 Městská Hala Vodova, Brno        | Brno             | 0 - 3 | İstanbul BB      | 20-25, 21-25, 16-25        |
| Ottavi di finale (andata) - 3 dicembre 2014 Omnisport Apeldoorn, Apeldoorn         | Dynamo Apeldoorn | 1 - 3 | İstanbul BB      | 25-22, 15-25, 21-25, 19-25 |
| Ottavi di finale (andata) - 17 dicembre 2014 Burhan Felek Spor Salonu, Istanbul    | İstanbul BB      | 3 - 0 | Dynamo Apeldoorn | 25-15, 25-19, 25-19        |
| Quarti di finale (andata) - 14 gennaio 2015 Burhan Felek Spor Salonu, Istanbul     | İstanbul BB      | 0 - 3 | Asse-Lennik      | 22-25, 19-25, 25-27        |
| Quarti di finale (ritorno) - 21 gennaio 2015 Sportcomplex Molenbos, Asse           | Asse-Lennik      | 3 - 0 | İstanbul BB      | 25-19, 25-20, 27-25        |

## Statistiche

### Statistiche di squadra
| Competizione     | Punti | In casa | In casa | In casa | In trasferta | In trasferta | In trasferta | Totale | Totale | Totale |
| Competizione     | Punti | G       | V       | P       | G            | V            | P            | G      | V      | P      |
| ---------------- | ----- | ------- | ------- | ------- | ------------ | ------------ | ------------ | ------ | ------ | ------ |
| Voleybol 1. Ligi | 35,9  | 12      | 8       | 4       | 13           | 5            | 8            | 31     | 18     | 13     |
| Coppa di Turchia | -     | 1       | 0       | 1       | 1            | 1            | 0            | 2      | 1      | 1      |
| Coppa CEV        | -     | 3       | 2       | 1       | 3            | 2            | 1            | 6      | 4      | 2      |
| Totale           | -     | 16      | 10      | 6       | 17           | 8            | 9            | 39     | 23     | 16     |

G = partite giocate; V = partite vinte; P = partite perse

### Statistiche dei giocatori
| Giocatore    | Campionato | Campionato | Campionato | Campionato | Campionato | Coppa di Turchia | Coppa di Turchia | Coppa di Turchia | Coppa di Turchia | Coppa di Turchia | Coppa CEV | Coppa CEV | Coppa CEV | Coppa CEV | Coppa CEV | Totale | Totale | Totale | Totale | Totale |
| Giocatore    | P          | PT         | AV         | MV         | BV         | P                | PT               | AV               | MV               | BV               | P         | PT        | AV        | MV        | BV        | P      | PT     | AV     | MV     | BV     |
| ------------ | ---------- | ---------- | ---------- | ---------- | ---------- | ---------------- | ---------------- | ---------------- | ---------------- | ---------------- | --------- | --------- | --------- | --------- | --------- | ------ | ------ | ------ | ------ | ------ |
| S. Antanovič | 31         | 354        | 310        | 31         | 13         | 2                | 17               | 14               | 0                | 3                | 6         | 59        | 46        | 3         | 10        | 39     | 430    | 370    | 34     | 26     |
| Ç. Aksoylu   | 10         | 42         | 36         | 2          | 4          | 1                | 1                | 1                | 0                | 0                | -         | -         | -         | -         | -         | 11     | 43     | 37     | 2      | 4      |
| T. Ayhan     | 0          | 0          | 0          | 0          | 0          | 0                | 0                | 0                | 0                | 0                | -         | -         | -         | -         | -         | 0      | 0      | 0      | 0      | 0      |
| G. Celitāns  | 3          | 1          | 1          | 0          | 0          | -                | -                | -                | -                | -                | 1         | 0         | 0         | 0         | 0         | 4      | 1      | 1      | 0      | 0      |
| F. Cihan     | 26         | 59         | 37         | 14         | 8          | 1                | 2                | 2                | 0                | 0                | 5         | 14        | 9         | 4         | 1         | 32     | 75     | 48     | 18     | 9      |
| K. Cin       | 31         | 448        | 389        | 38         | 21         | 2                | 22               | 19               | 2                | 1                | 6         | 70        | 65        | 2         | 3         | 39     | 540    | 473    | 42     | 25     |
| T. Čošković  | 29         | 385        | 336        | 19         | 30         | 2                | 38               | 35               | 3                | 0                | 6         | 65        | 52        | 6         | 7         | 37     | 488    | 423    | 28     | 37     |
| S. Dikgöz    | 0          | 0          | 0          | 0          | 0          | 0                | 0                | 0                | 0                | 0                | -         | -         | -         | -         | -         | 0      | 0      | 0      | 0      | 0      |
| Ö. Hayırlı   | 29         | 262        | 171        | 71         | 20         | 1                | 17               | 10               | 7                | 0                | 5         | 41        | 25        | 12        | 4         | 35     | 320    | 206    | 90     | 24     |
| M. Matić     | 31         | 136        | 82         | 46         | 8          | 2                | 6                | 4                | 2                | 0                | 5         | 21        | 16        | 2         | 3         | 38     | 163    | 102    | 50     | 11     |
| B. Mert      | 30         | 0          | 0          | 0          | 0          | 2                | 0                | 0                | 0                | 0                | 6         | 0         | 0         | 0         | 0         | 38     | 0      | 0      | 0      | 0      |
| C. Pekşen    | 29         | 39         | 17         | 12         | 10         | 2                | 3                | 2                | 1                | 0                | 6         | 14        | 6         | 6         | 2         | 37     | 56     | 25     | 19     | 12     |
| E. Sonat     | 12         | 0          | 0          | 0          | 0          | 1                | 0                | 0                | 0                | 0                | 1         | 0         | 0         | 0         | 0         | 14     | 0      | 0      | 0      | 0      |
| M. Tetik     | 8          | 17         | 17         | 0          | 0          | 0                | 0                | 0                | 0                | 0                | 2         | 2         | 1         | 1         | 0         | 10     | 19     | 18     | 1      | 0      |
| A. Toçoğlu   | 29         | 204        | 129        | 59         | 16         | 2                | 20               | 10               | 6                | 4                | 6         | 34        | 25        | 5         | 4         | 37     | 258    | 164    | 70     | 24     |
| M. Yenipazar | 29         | 55         | 23         | 20         | 12         | 2                | 1                | 1                | 0                | 0                | 5         | 6         | 2         | 3         | 1         | 36     | 62     | 26     | 23     | 13     |

P = presenze; PT = punti totali; AV = attacchi vincenti; MV = muri vincenti; BV = battute vincenti